# 隆州 (金朝)
隆州，金朝时设置的州。
辽朝东京道龙州黄龙府，古扶余之地，辽太祖时，有黄龙见，遂名黄龙府。天眷三年（1140年）改为济州，大定二十九年（1189年）因与山东路济州同名，改济州置隆州，军号利涉，为上京路所属节度使州。治所在利涉县（今吉林省农安县）。贞祐元年（1213年）升为隆安府。下领利涉县及镇。元世祖中统二年（1261年），升为开元路。